# 영하의 날씨
2024년 3월 26일~8월 20일까지 연재하는 유료 구독 레터 서비스로 소설가 김영하의 '인생사용법'을 주제로 한 산문과 책과 음악, 전시와 영화의 추천, 구독자와의 질의응답 등이 실리며, 구독자는 신간 출간 이벤트 등의 우선적 초대와 대면/비대면으로 진행되는 '구독자와의 만남' 등의 혜택을 받는다.   연재 회차는 총 24회차로 구독자는 매주 화요일 오전 8시에 메일을 통해 레터를 받아볼 수 있다. 
연재 시작 전, 사전 구독 기간 동안 구독자를 모집했으며 연재 이후에는 기존 구독자가 가지고 있는 초대권을 통해서만 추가 유료 구독이 가능하다. 

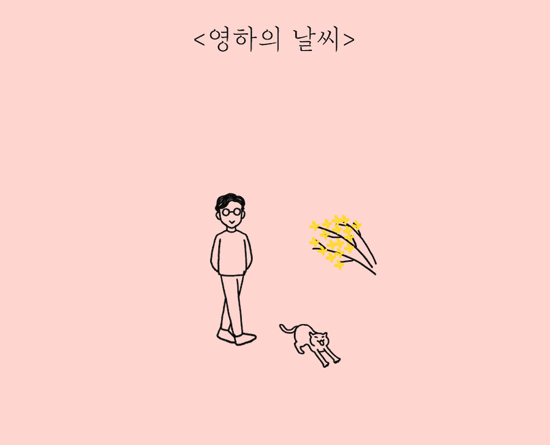
<영하의 날씨> 헤더 이미지

<영하의 날씨>는 업커밍스토리즈(주)에서 기획, 발행하고 스티비(주)에서 발송한다. 일러스트는 김현우 디자이너가 작업했다.  
[회차별 구성]
- 인생사용법 Ep.
- 영하의 소식
- 영하의 추천
- 영하의 무물(질의응답)